# Estatua del Tíber con Rómulo y Remo
La estatua del Tíber con Rómulo y Remo es una gran estatua de mármol de la antigua Roma, redescubierta en Roma en 1512 y que desde 1811 se exhibe en el Museo del Louvre. Es una alegoría del río Tíber que riega la ciudad de Roma.

## Descripción
El Tíber es representado como un hombre de mediana edad, barbudo y medio recostado, según la representación típica de los dioses del río. Posee los atributos que significan los beneficios que prodiga en Roma:
- en su mano izquierda, un remo evoca la navegación;
- en su mano derecha, la cornucopia recuerda las virtudes nutritivas del río.

A los pies de la estatua se encuentra la loba amamantando a Rómulo y Remo, los gemelos que fueron abandonados en el Tíber y que estuvieron en el origen de la fundación mítica de Roma.
La base de la estatua está decorada con relieves que representan una escena de pastoreo, otra de navegación fluvial y finalmente una última relativa al mito de Eneas.
Está hecha de mármol del monte Pentélico, cerca de Atenas, en Grecia, y sus dimensiones son: 3,17 m de longitud; 1,31 m de anchura; y 1,65 m de altura.

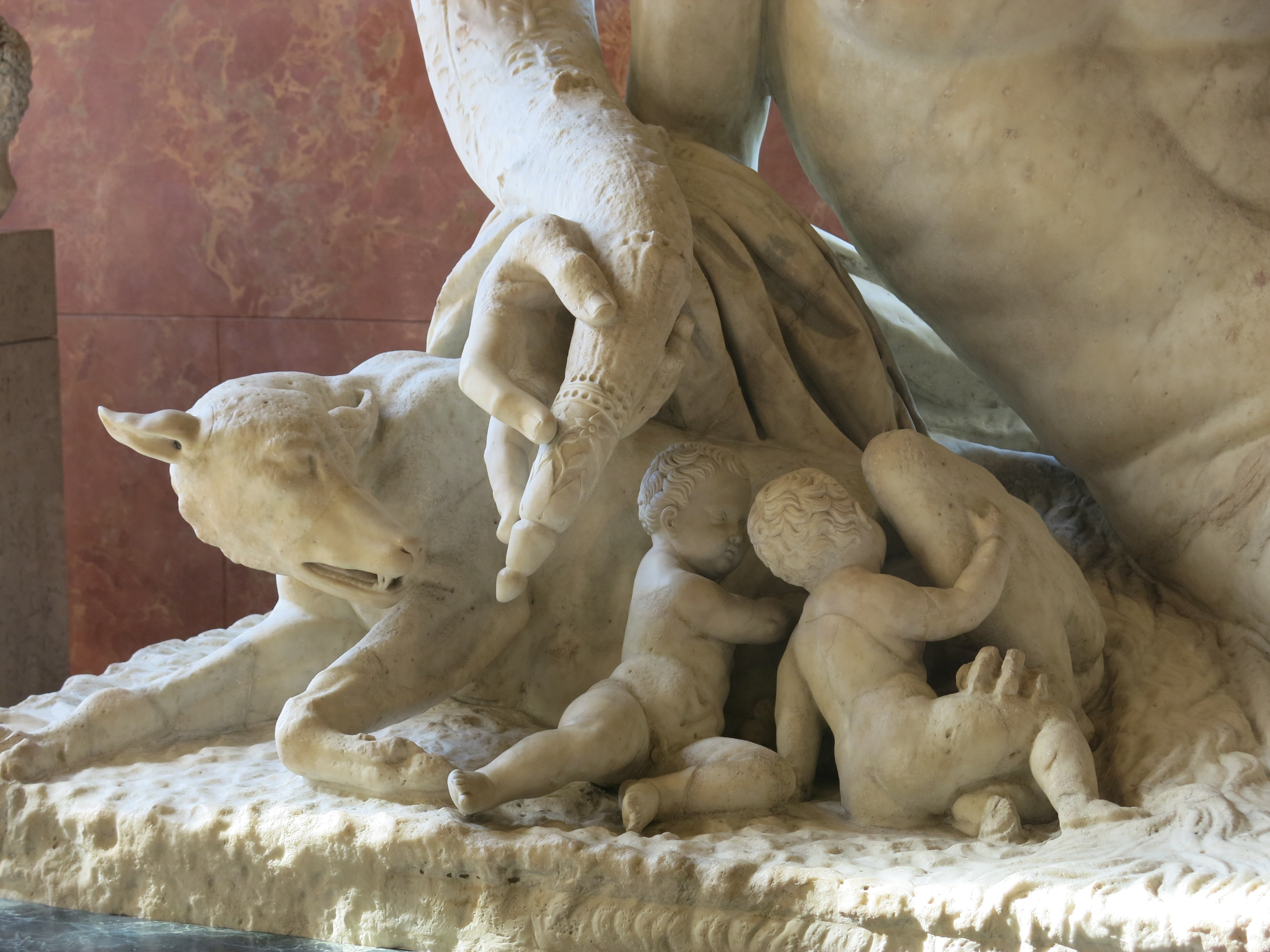
Rómulo y Remo al pie de la estatua.
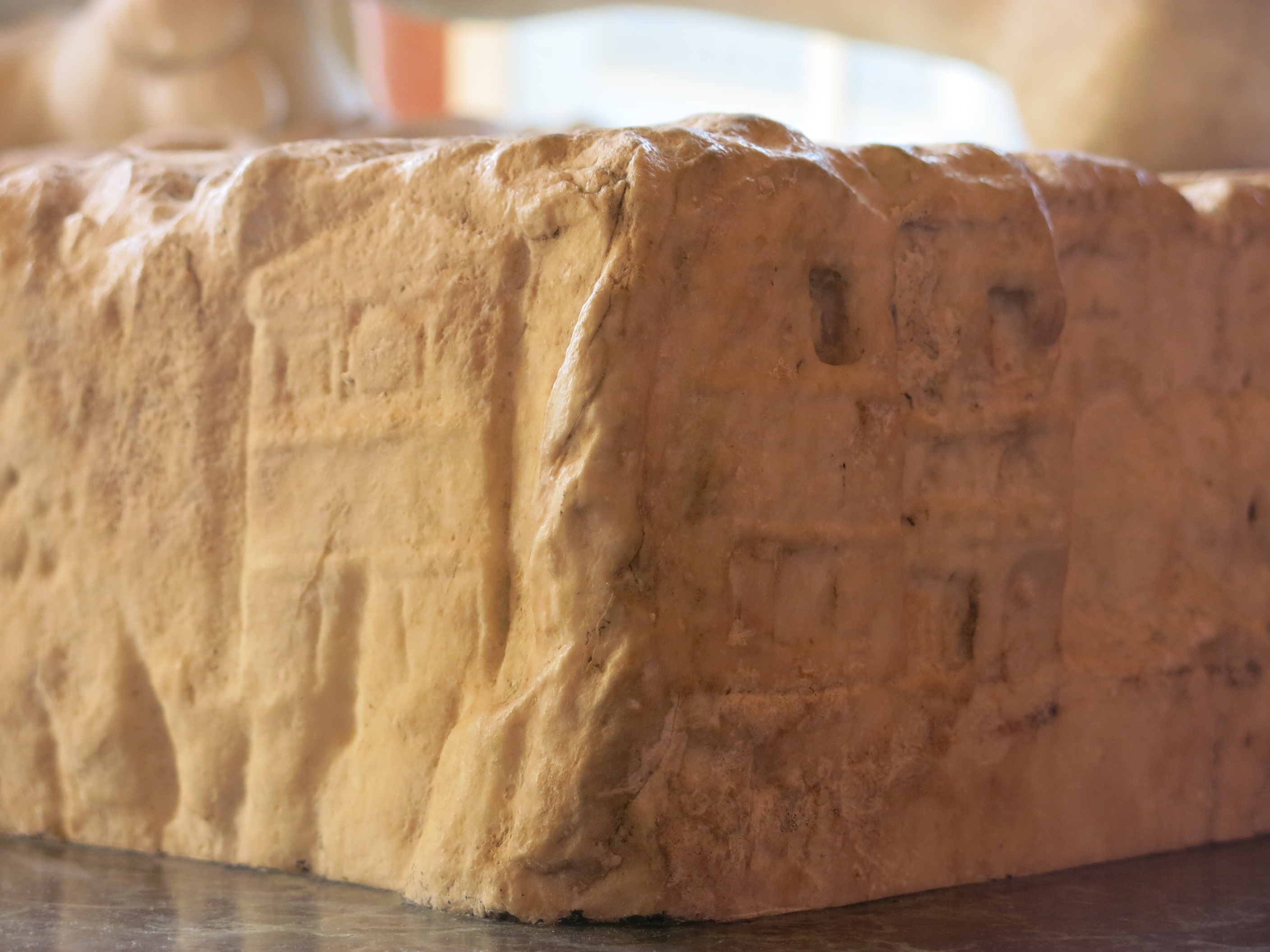
La casa de Troya fue vencida por los griegos y Eneas huyó antes de ir a fundar Roma.

## Localización

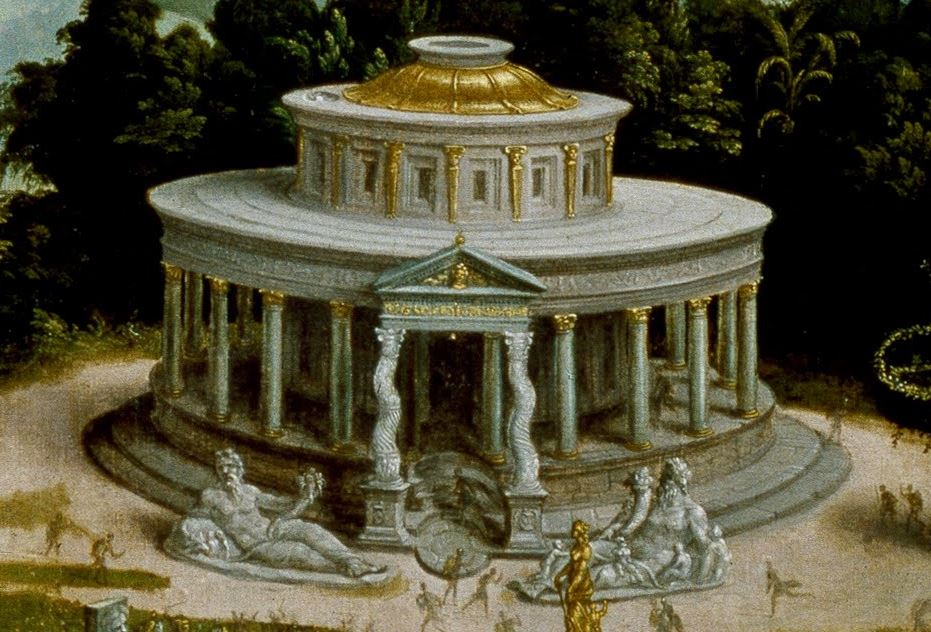
Reconstrucción por parte de M. van Heemskerck du del templo de Isis precedido por las estatuas del Tíber y del Nilo.

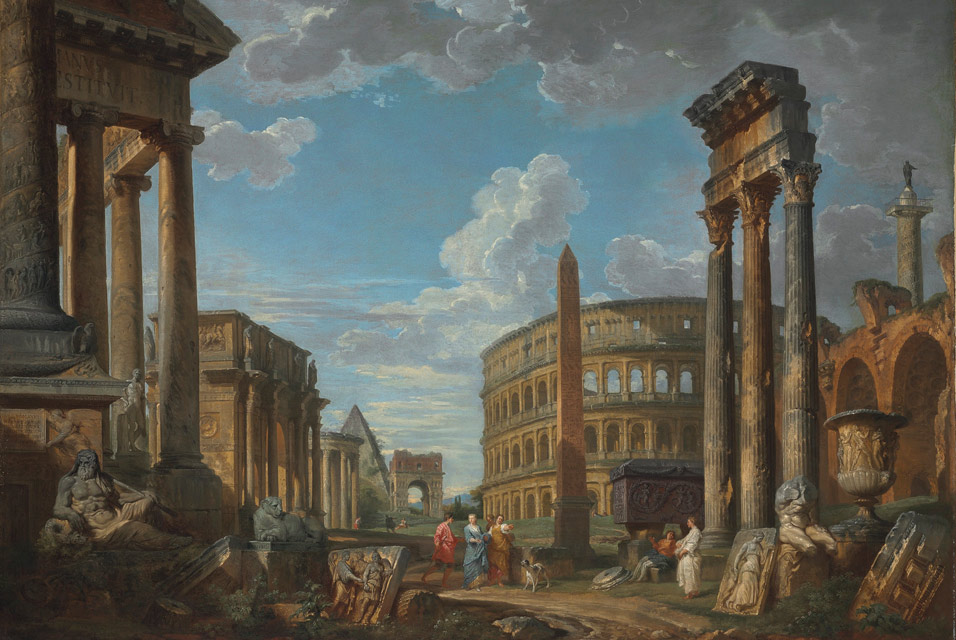
Pintura hacia 1730 con la estatua en las ruinas romanas..

La estatua fue descubierta en 1512 en Roma en el sitio del templo de Isis (o templo de Isis y de Serapis) cerca de la actual basílica de Santa María sopra Minerva.
La estatua probablemente adornaba una fuente situada a lo largo del camino que conducía al santuario. Hacía de espejo de una estatua del Nilo (ahora conservada en el Vaticano) donde Rómulo y Remo fueron reemplazados por una multitud de niños que representaban a pigmeos.

## Historia

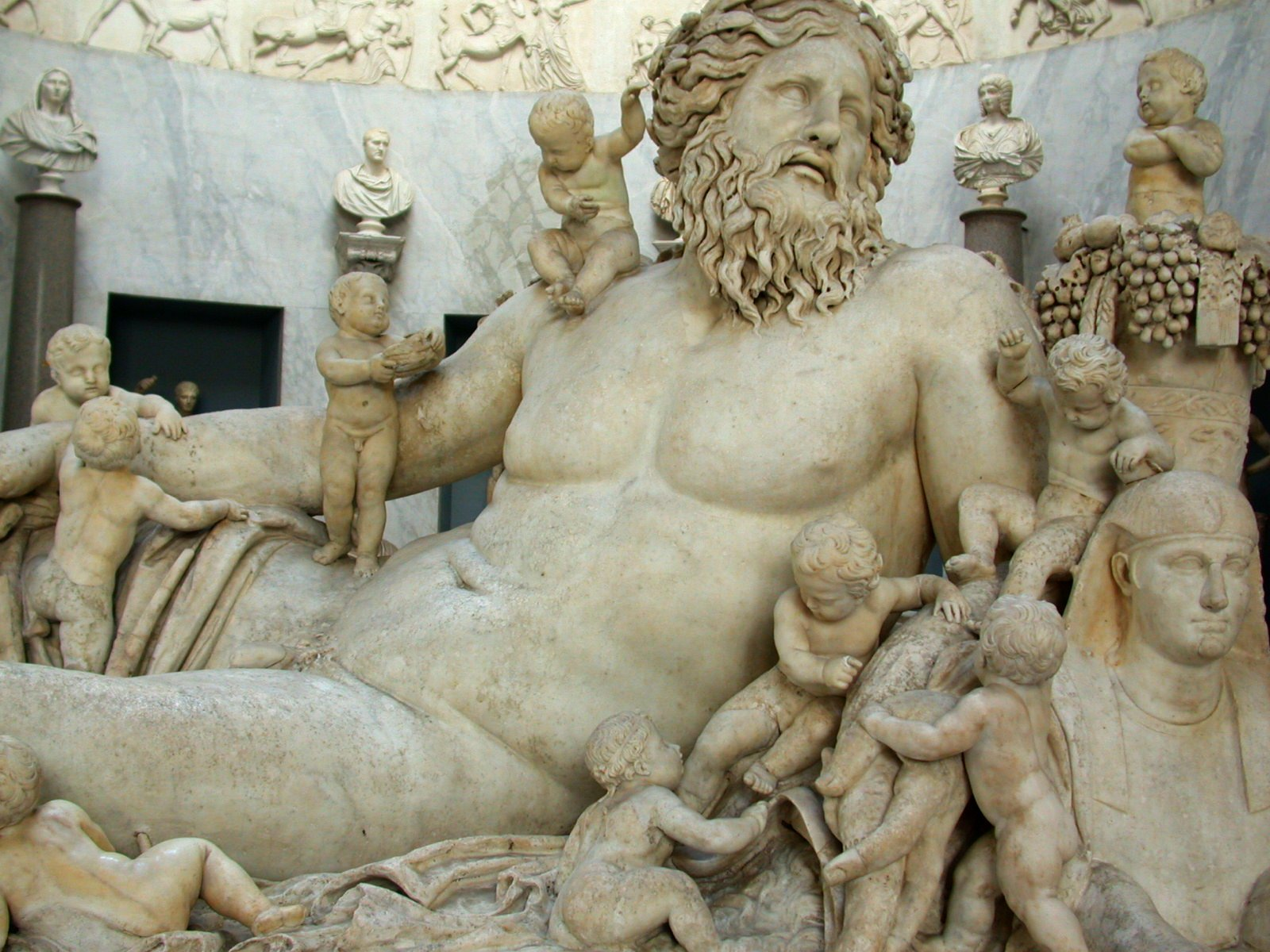
La estatua del Nilo

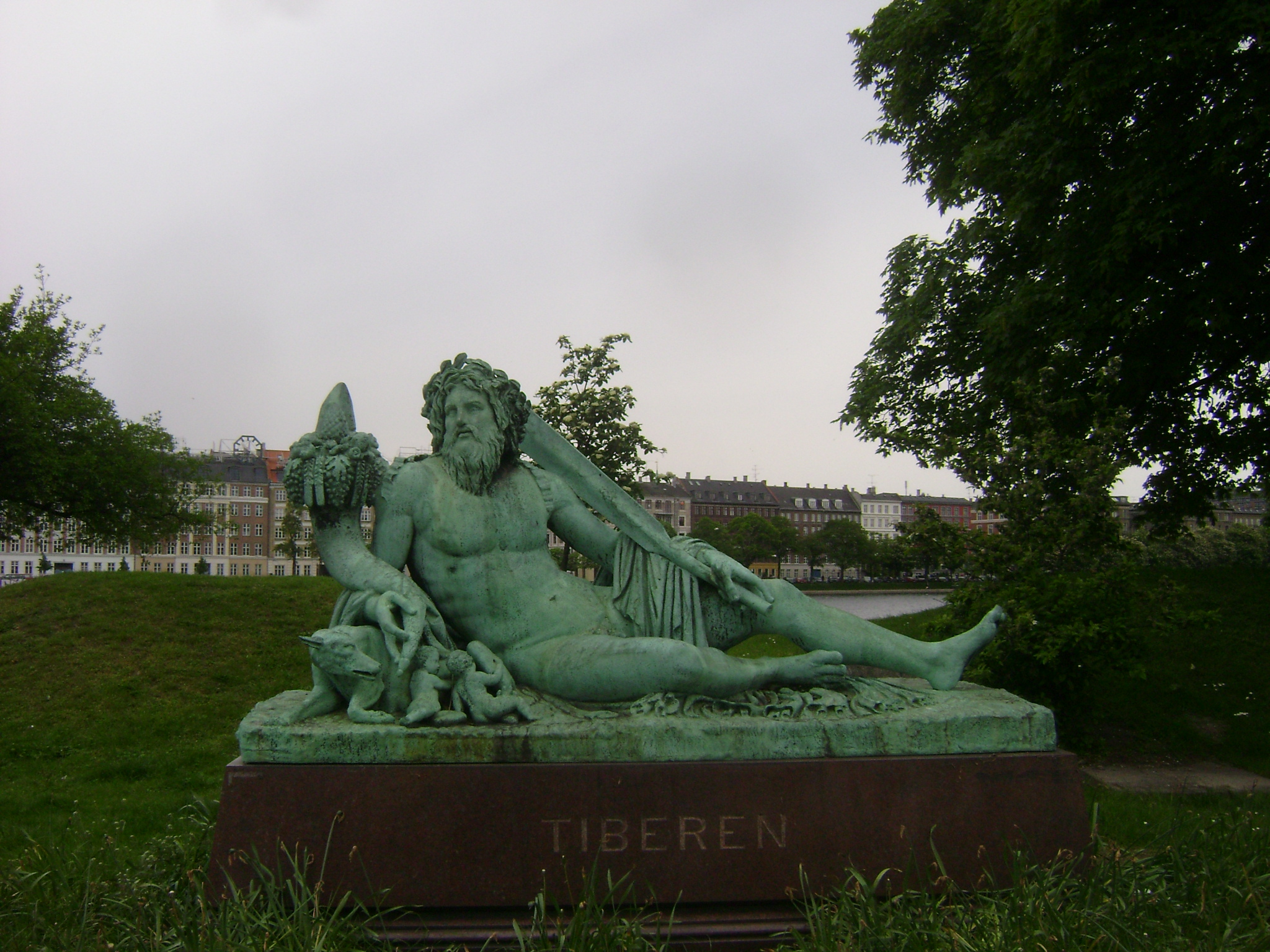
Réplica de la estatua en Copenhague

Después de su descubrimiento, las dos estatuas se conservaron en las colecciones papales. A raíz del tratado de Tolentino de 1797 entre la república francesa y los Estados Pontificios, las dos estatuas fueron trasladadas al Louvre donde se atestiguó su presencia en 1811. En 1815, tras la derrota de Napoleón, la estatua del Nilo fue devuelta al Vaticano. Pero la del Tíber fue ofrecido por el papa Pío VII a Luis XVIII y permaneció en el Louvre.
La imagen de la estatua del Tíber tuvo una amplia difusión y fue objeto de numerosas copias en mármol o bronce.

## Datación
La datación de la escultura es incierta. Probablemente fue instalada después del incendio del templo de Isis en el año 80 d. C. Pero podría ser de la época de Adriano (117-138 d. C.) más tardía.